# Żarów

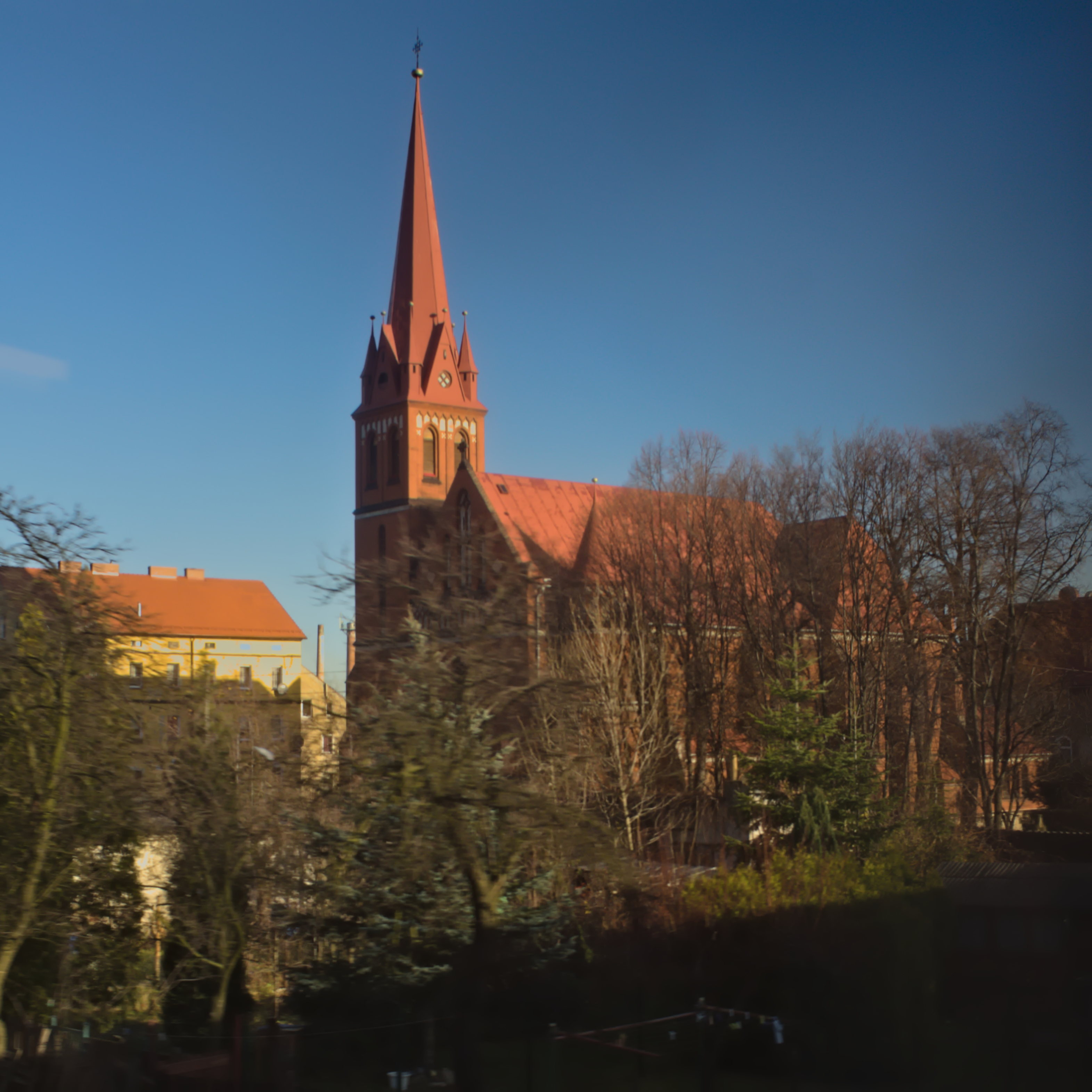
Herz-Jesu-Kirche in Zarow

Żarów [ˈʒaruf] (deutsch Saarau, schlesisch Soare) ist eine Stadt im Powiat Świdnicki der Woiwodschaft Niederschlesien in Polen.

## Lage
Żarów liegt ca. 12 Kilometer nördlich von Świdnica (Schweidnitz), 13 Kilometer südwestlich von Strzegom (Striegau) und 45 Kilometer südwestlich von Breslau. Nachbarorte sind Pastuchów (Puschkau) im Westen, Piotrowice Świdnickie (Peterwitz) im Südwesten, Przyłęgów (Preilsdorf) im Nordwesten, Łażany (Laasan) im Norden, Bożanów (Eckersdorf) im Süden, Mrowiny (Konradswaldau) im Nordosten und Kalno (Kallendorf) im Südosten.

## Geschichte
Die erste Erwähnung von Saarau stammt aus dem Jahre 1290. Im Jahr 1371 erscheint der Ort in einer Urkunde als „Sarow“. Es gehörte zum Herzogtum Schweidnitz, das nach dem Tod des Herzogs Bolko II. 1368 erbrechtlich an den späteren böhmischen König Wenzel fiel.
Zunächst war das Dorf in Besitz des Stiftes Grüssau. 1357 verkaufte das Kloster den Ort Saarau an Jeschko von Skalowitz. 1550 besaß es Sigmund von Mühlheim und 1626 George von Mühlheim. Die Familie veräußerte die Güter Saarau mit Laasan, Peterwitz und Protschkenhain an Sigmund von Nositz, der sie seit 1655 bewirtschaftete. 1694 besaß die Güter Otto Sigmund Freiherr von Nositz. 1703 erbte sie dessen Sohn Carl Gottlieb von Nositz. Dessen Frau Beate Abigail, geb. von Siegroth und Schlawickau, vermählte sich in zweiter Ehe mit dem Generalfeldmarschall von Buddenbrock. Durch Vermächtnis gelangten Saarau Ende des 18. Jahrhunderts an die Grafen von Burghaus, die es noch Mitte des 19. Jahrhunderts besaßen.
Nach dem Ersten Schlesischen Krieg fiel Saarau 1742 wie fast ganz Schlesien an Preußen. Nach der Neugliederung Schlesiens wurde es 1815 der Provinz Schlesien eingegliedert und gehörte ab 1816 zum Landkreis Striegau, der 1932 mit dem Landkreis Schweidnitz verbunden wurde. Bis 1880 gehörte die Landgemeinde Saarau zum Amtsbezirk Peterwitz und bildete danach bis 1945 einen eigenen Amtsbezirk. 1785 zählte Saarau ein Vorwerk, 14 Gärtner, einen Häusler und 95 Einwohner. 1845 waren es 27 Häusler, ein Vorwerk, 172 Einwohner (acht katholisch und der Rest evangelisch), evangelische Kirche zu Peterwitz, katholische Kirche zu Laasan (Parochie Puschkau) und sieben Handwerker.
Die mehrheitlich evangelischen Einwohner hielten sich nach dem Dreißigjährigen Krieg zur Friedenskirche vor Schweidnitz. Seit ihrer Gründung 1743 war Saarau zur evangelischen Kirche in Peterwitz gepfarrt. Bis zum Bau fand der Gottesdienst provisorisch im evangelischen Schulhaus statt. Katholisch gehörte Saarau zur Parochie Puschkau. 1909 wurde Saarau zur eigenen Kuratie erhoben.
Ein wirtschaftlicher Aufschwung erfolgte mit dem Braunkohlenbergbau, der ab 1847 aufgenommen wurde, nachdem die Braunkohlen- und Kaolinlagerstätten 1843 beim Bau der Eisenbahnstrecke Breslau – Freiburg aufgefunden worden waren. Nach einer vorübergehenden Stilllegung wurde der Braunkohlenbergbau 1902 wieder aufgenommen. Von wirtschaftlicher Bedeutung war der im benachbarten Laasan 1850 angelegte Fabrikbezirk Laasan. Zu ihm gehörten die von Carl Friedrich von Kulmiz (1809–1874), gegründete Ida- und Marienhütte und bedeutende chemische Fabriken der Aktiengesellschaft Silesia, eine Eisengießerei, eine Maschinenfabrik, Braunkohlegruben sowie Blau- und Weißtongruben. Auf die briefadelige Familie von Kulmiz geht 1913 erbaute evangelische Bethaus in Saarau. Nach der Stifterin Marie von Kulmiz, geb. von Moltke, Tochter des Landrats Adolf von Moltke, wurde es auch „Marienhaus“ genannt. Sie war die Ehefrau des Eugen von Kulmiz (1850–1925), Herr auf Schloss und Gut Konradswalde.
In der Mitte der 1930er Jahre gehörte das Rittergut Saarau (Anteil des Majorats Laasan) dem Grafen Richard von Pfeil-Burghauß auf Laasan. Der 161 ha Besitz war damals verpachtet an Fritz Käthner, der aus Saarau stammte und an dessen Seite ein Inspektor stand.
1939 wurde der Fabrikbezirk Laazan nach Saarau eingemeindet. Bereits 1880 erfolgte die Gründung des Amtsbezirkes Saarau.
Als Folge des Zweiten Weltkriegs fiel Saarau 1945 an Polen und wurde in Żarów umbenannt. Die deutsche Bevölkerung wurde weitgehend vertrieben. Die neu angesiedelten Bewohner waren zum Teil Heimatvertriebene aus Ostpolen. Das evangelische Bethaus wurde nach 1945 abgerissen. 1954 wurde Żarów zur Stadt erhoben.

## Sehenswürdigkeiten
- Die römisch-katholische Herz-Jesu-Kirche (polnisch kościół rzymskokatolicki Najświętszego Serca Pana Jezusa) ist eine von 1909 bis 1910 erbaute neugotische Backsteinkirche. Die Weihe fand am 29. September 1910 statt.[12] Vor 1945 gehörten zur katholischen Pfarrei: Saarau, Laasan und Konradswaldau.
- Das Schloss Saarau (polnisch Pałac w Żarowie) wurde Mitte des 19. bis Anfang des 20. Jahrhunderts von der Familie von Kulmiz erbaut. Das Schloss ist von einem Landschaftspark umgeben.[13]

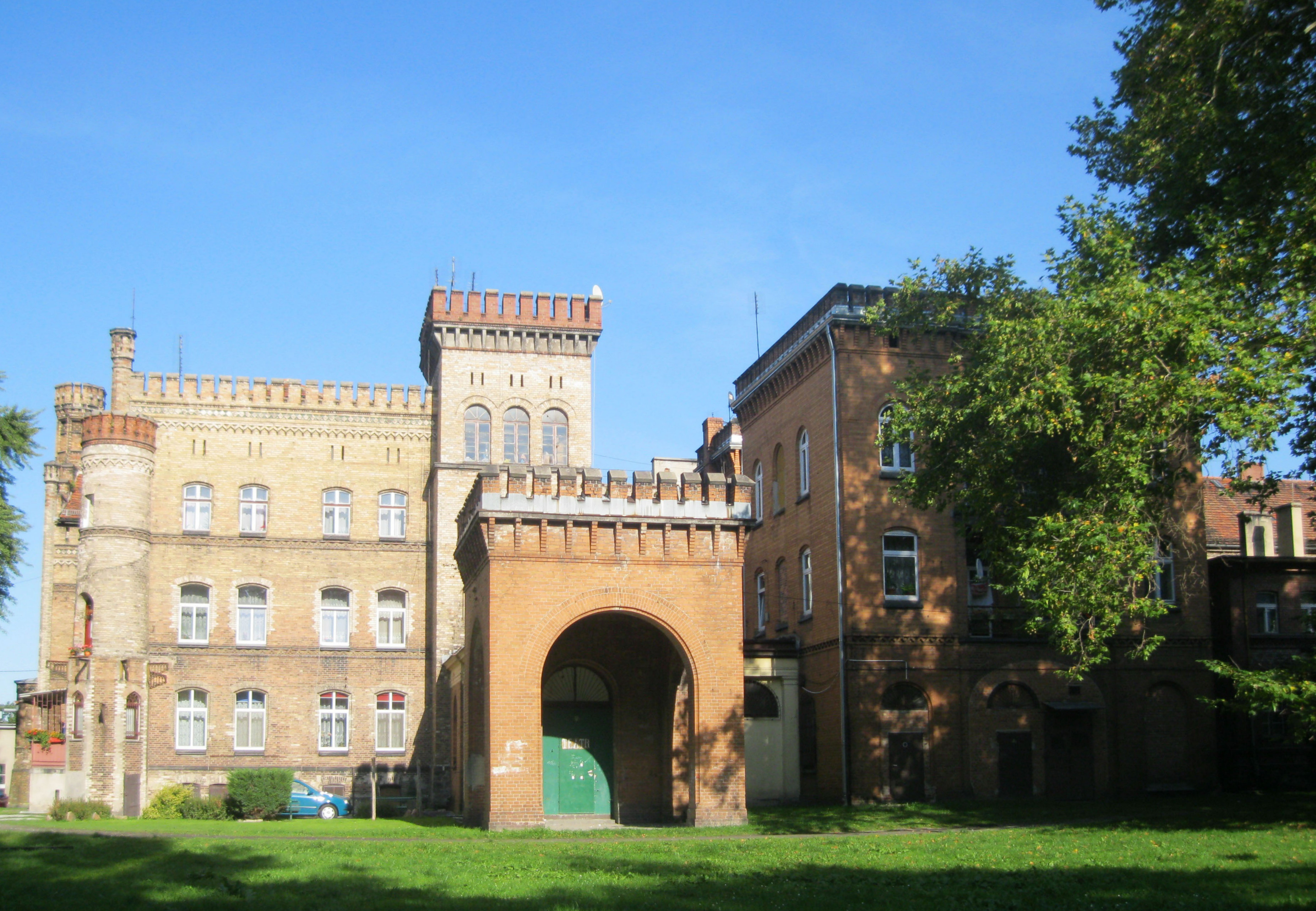
Schloss Saarau
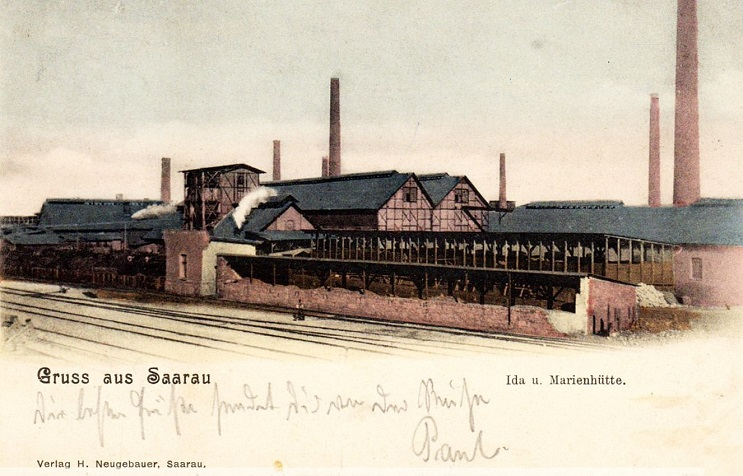
Marien- und Idahütte
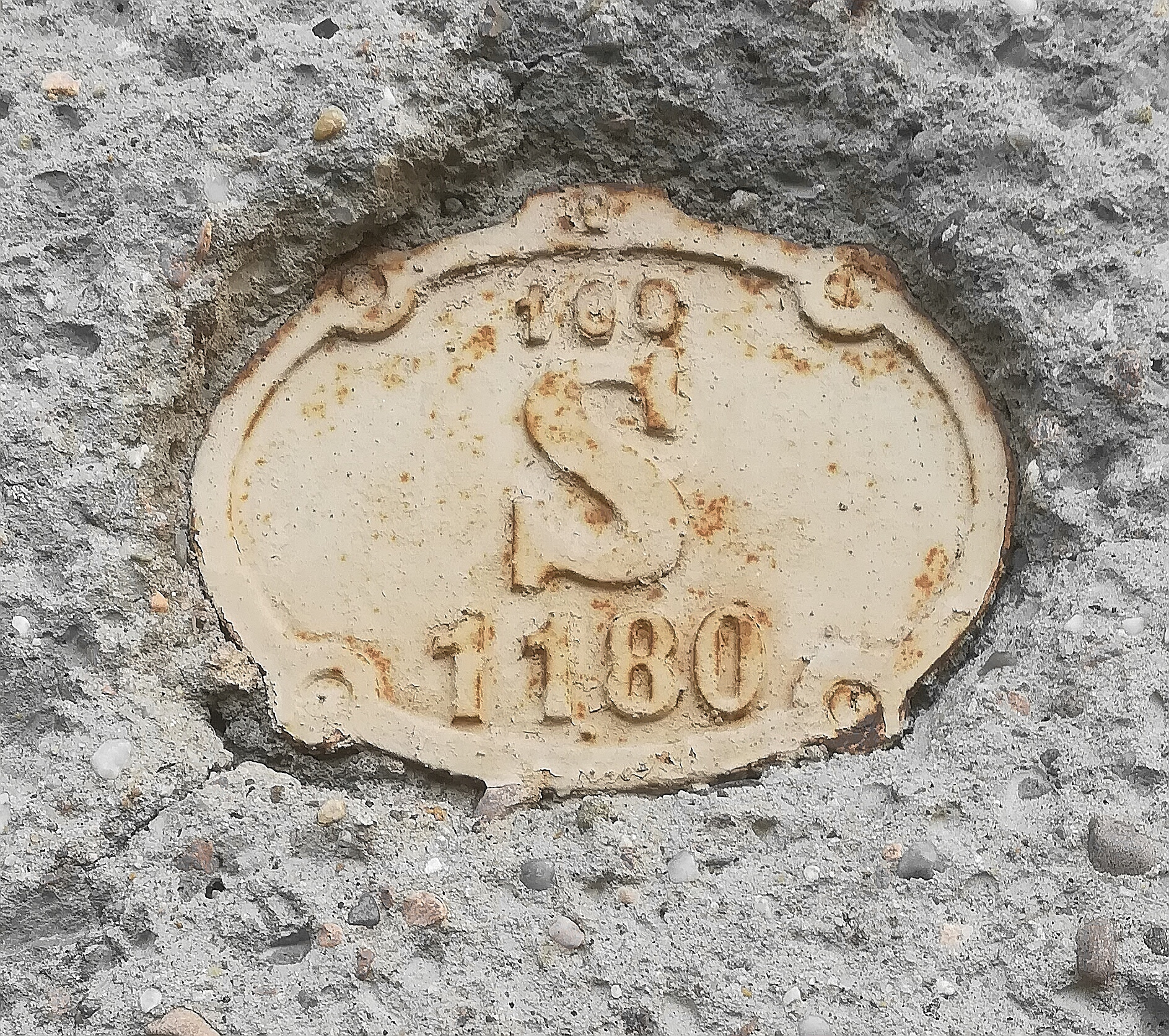
Plakette Saarau

## Einwohnerentwicklung
1787: 0095 Einwohner

1825: 0133

1843: 0170

1885: 1501

1905: 3380

1939: 3573

1961: 6048

1970: 6098

2004: 6836

## Gemeinde
Zur Stadt- und Landgemeinde Żarów gehören die Ortsteile (deutsche Namen bis 1945) mit einem Schulzenamt:
- Żarów (Saarau)
- Bożanów (Eckersdorf)
- Buków (Bockau)
- Gołaszyce (Gohlitsch)
- Imbramowice (Ingramsdorf)
- Kalno (Kallendorf)
- Kruków (Raaben)
- Łażany (Laasan)
- Marcinowiczki (Klein Merzdorf)
- Mielęcin (Pfaffendorf)
- Mikoszowa (Niklasdorf)
- Mrowiny (Konradswaldau)
- Pożarzysko (Hohenposeritz)
- Przyłęgów (Preilsdorf)
- Pyszczyn (Pitschen)
- Siedlimowice (Schönfeld)
- Wierzbna (Würben) und
- Zastruże (Sasterhausen)

Weitere Ortschaften der Gemeinde sind Kalno-Wostówka (Kalendorf-Neu Sorgau) und Tarnawa (Tarnau).

## Partnerstädte
- Nymburk, Tschechien
- Újfehértó, Ungarn
- Lohmar, Deutschland

## Persönlichkeiten
- Wilhelm Wolff (1809–1864), Publizist, Politiker, Weggefährte von Karl Marx und Friedrich Engels und Mitbegründer des Bundes der Kommunisten
- Christa Susanne Dorothea Kleinert (1925–2004), deutsche Ökonomin, wuchs zwischen 1928 und 1936 bei ihren Großeltern in Saarau auf; Grabmal auf dem Kommunalfriedhof in Żarów
- Hans Joachim Ilgner (1933–2010), deutscher Vertriebenenfunktionär
- Klaus von Beyme (1934–2021), deutscher Politologe
- Zbigniew Chlebowski (* 1964), polnischer Politiker, 1990 bis 2001 Bürgermeister von Żarów